# ハイド・パーク (ロンドン)

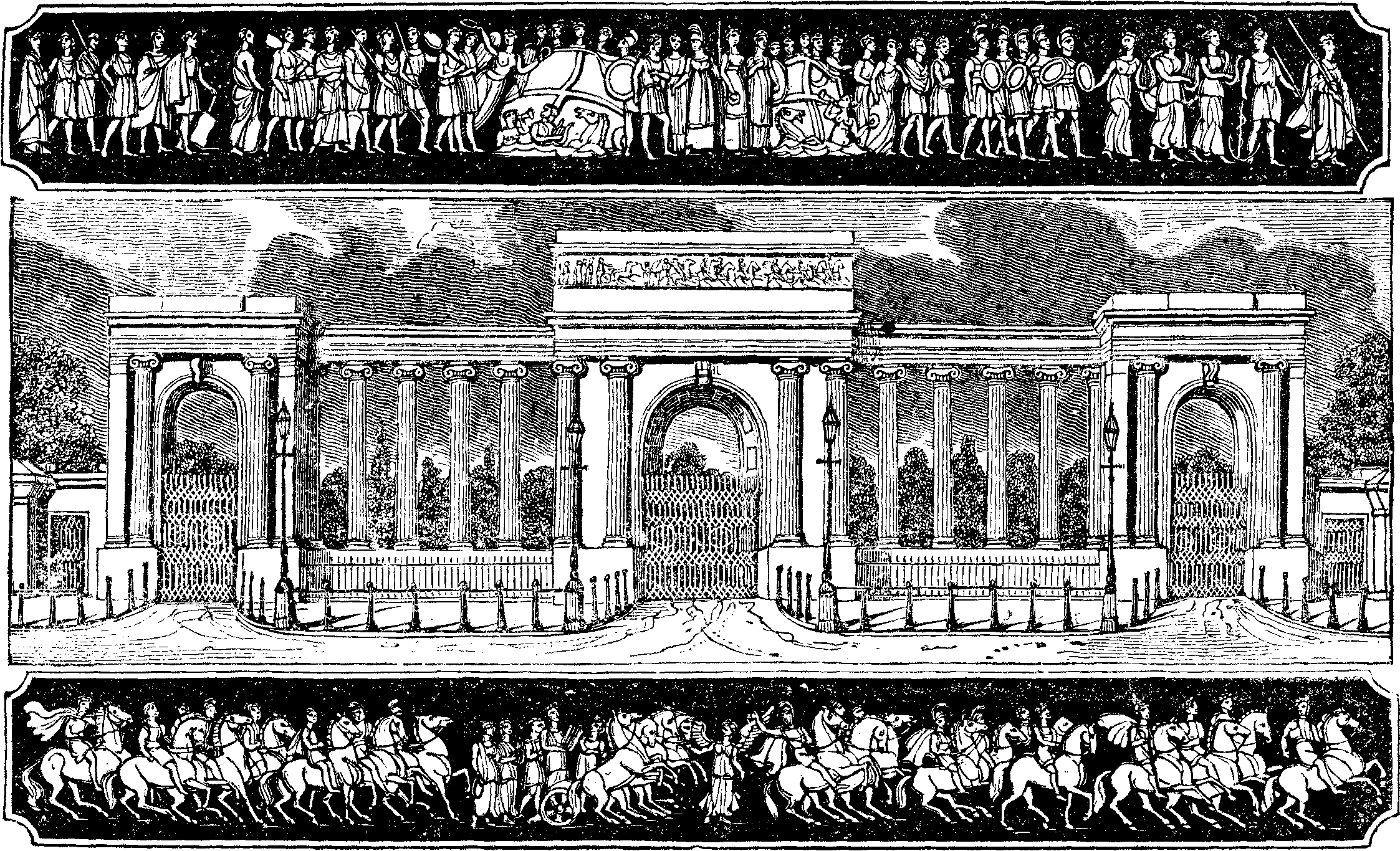
ハイド・パークの正面門

ハイド・パーク (Hyde Park) は、ロンドン中心部ウェストミンスター地区からケンジントン地区にかけて存在する公園。ロンドンに8つ存在する王立公園の1つである。

## 概要
サーペンタイン・レイクにより敷地は二分されている。西隣のケンジントン・ガーデンズとは一体となっており、全体がハイド・パークであると考えられることも多いが、実際にはウエスト・キャリッジ・ドライヴによって区切られている。総面積は142ヘクタール (350エーカー) でケンジントン・ガーデンズの111ヘクタール (275エーカー) と合わせると253ヘクタール (625エーカー)にもなり、ニューヨークのセントラル・パークと同様の巨大な都市型公園である。

## 歴史・レイアウト
公園内で最も古くから残る部分はイーバリー卿の荘園跡である。この荘園の面積は1ハイド (60から120エーカー)であったとされ、これが公園の名称の由来となっている。荘園跡を含めた土地はイングランド国王ヘンリー8世によって1536年にウェストミンスター寺院から買い上げられた。公園のレイアウトは1820年代に建築家デシマス・バートンによる設計を元に建造された。ケンジントン・ガーデンズが平坦であるのに対して、ハイド・パークは隆起に富んでおり、前者と対照をなしている。
1851年には世界初の万国博覧会であるロンドン万国博覧会の会場となり、ジョセフ・パクストンの設計した水晶宮が公園内に建造された。万博終了後、水晶宮はロンドン南方のペンジ地区シデナムに移転され、その後の火災により焼失している。1982年7月20日にはハイドパークで爆弾テロ事件が発生した。IRA暫定派が引き起こしたこのテロによって馬7頭およびブルース・アンド・ロイヤルズとロイヤル・グリーン・ジャケッツの兵士8名が死亡した。
ロック・コンサートも頻繁に開かれており、ジェスロ・タル (1968), ローリング・ストーンズ (1969),ブラインド・フェイス (1969),ピンク・フロイド (1970), ロイ・ハーパー (1971), クイーン (1976),エリック・クラプトン (1996), レッド・ホット・チリ・ペッパーズ (2004),フー・ファイターズ (2006), ブラー (2009)などが公演を開いている。2005年にはライヴ8の会場ともなった。ビートルズのアルバム『ビートルズ・フォー・セール』は1964年の秋に公園内で撮影されている。
2007年から毎年冬になると、ハイド・パーク・ウィンターワンダーランドと呼ばれる移動遊園地の祭典が行われる。

### グランド・エントランス
公園の正門はデシマス・ バートンの設計によるイオニア様式の建築物である。3つの馬車用アーチ門と2つの歩行者用門が設けられている。中央の門は他より大きめに作られており、4本の柱によってエンタブラチュアが支えられている。エンタプラチュアの装飾はエルギン・マーブルズを参考にしてヘニングらにより設計された。

## 名所
公園内の見所としては、北東のマーブル・アーチ付近に設けられているスピーカーズ・コーナー、水晶宮跡地の北側境界であるロットン・ロウ、南東にはハイド・パーク・コーナー、そしてサーペンタイン・レイクの南にはダイアナ妃のために建造されたダイアナ妃記念噴水(Diana, Princess of Wales Memorial Fountain)が存在する。

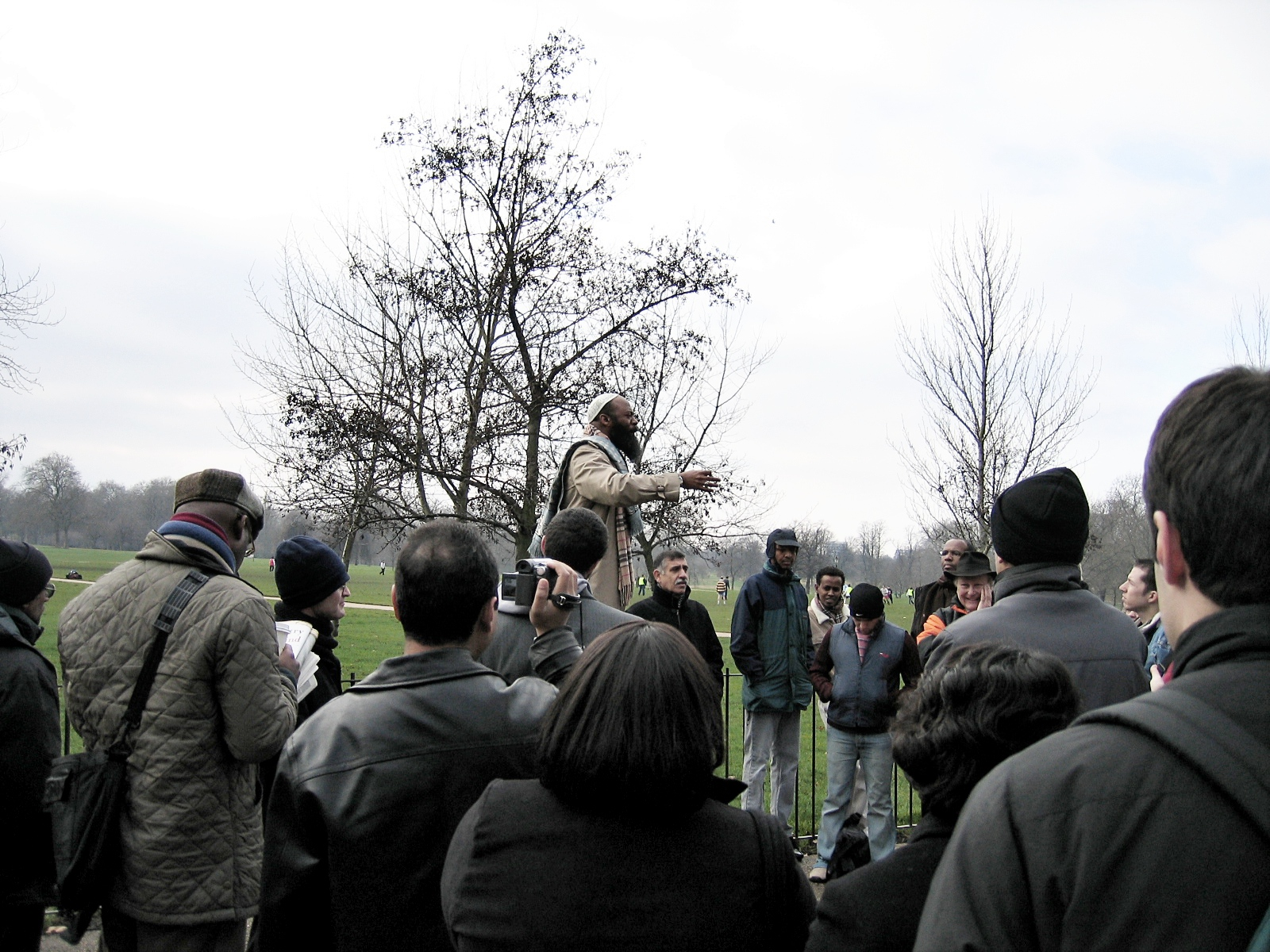
スピーカーズ・コーナー
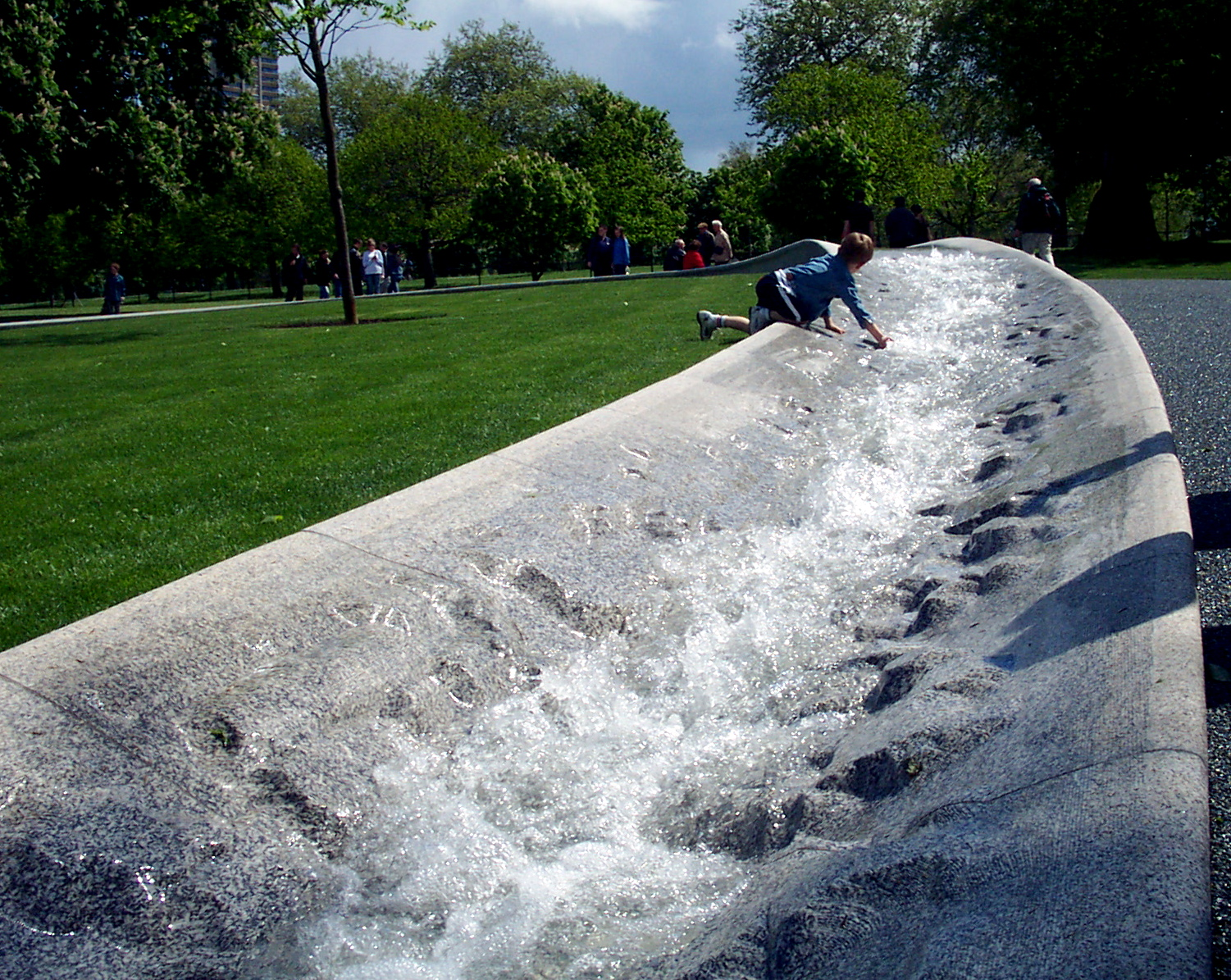
ダイアナ妃記念噴水
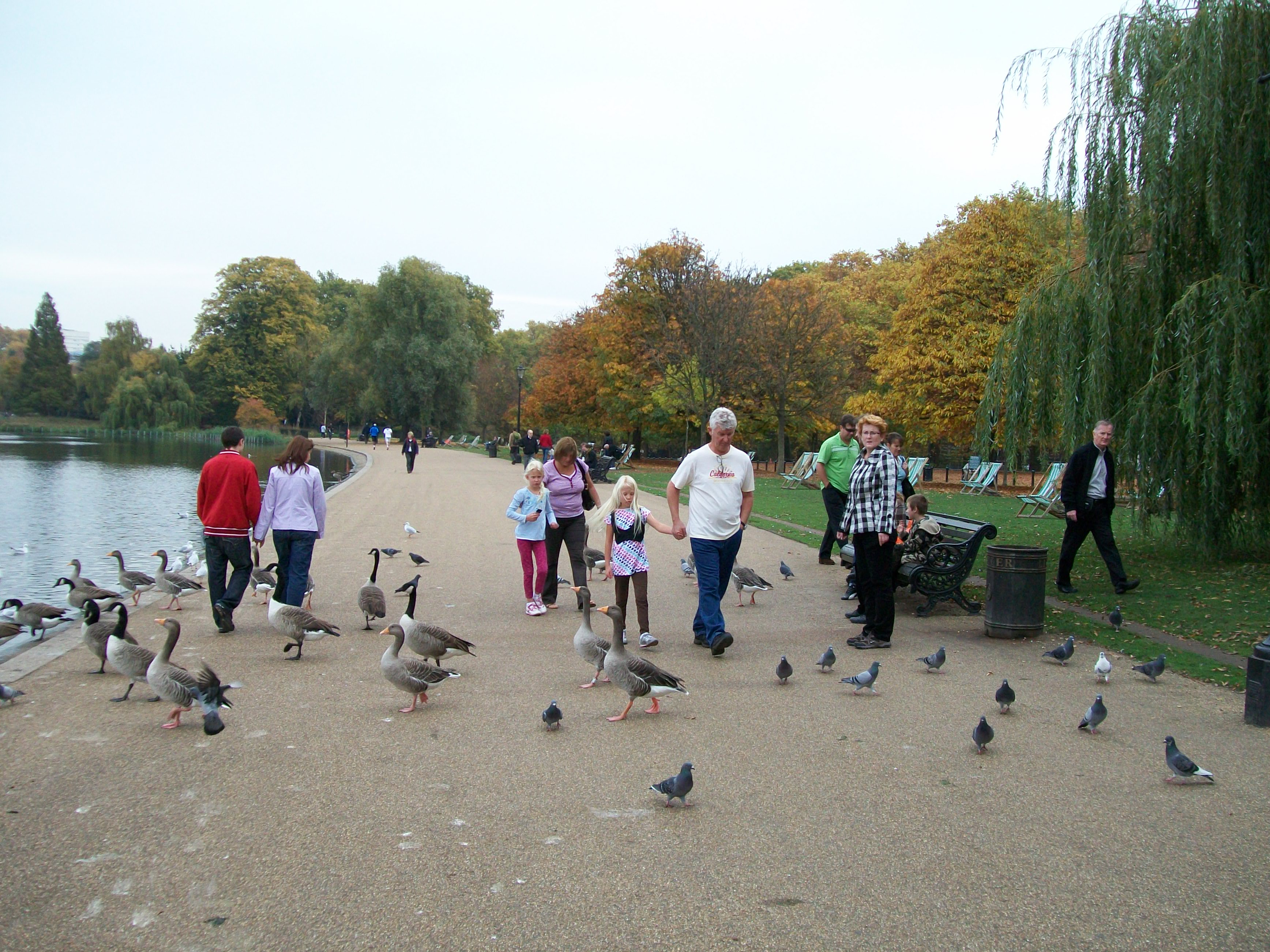
池沿いの散歩

## フィクションにおける登場
- ロバート・ルイス・スティーヴンソンの小説『ジキル博士とハイド氏』ではハイドの死の場所となっている。

アラン・ムーア原作のコミック『リーグ・オブ・エクストラオーディナリー・ジェントルメン』では火星人との最終決戦の場となり、そこでハイドが戦死した為にハイドパークと改名された。
- シャーロック・ホームズシリーズ。
- 2015年の映画『ピクセル』では、第3回戦の舞台となった。